# 643 Scheherezade
Scheherezade è un asteroide della fascia principale del diametro medio di circa 71,57 km. Scoperto nel 1907, presenta un'orbita caratterizzata da un semiasse maggiore pari a 3,3573229 UA e da un'eccentricità di 0,0645621, inclinata di 13,76608° rispetto all'eclittica.
Stanti i suoi parametri orbitali, è considerato un membro della famiglia Cibele di asteroidi.
Il suo nome deriva dalla protagonista della raccolta di novelle Le mille e una notte.